# Jalea real (película)
Jalea real es una película española de comedia paródica estrenada en 1981, escrita y dirigida por Carles Mira.
Fue exhibida como parte de la sección oficial de la 2ª edición de la Mostra de València de 1981.

## Sinopsis
Ambientada en El imperio donde nunca se pone el sol, el último rey de la Casa de Austria Carlos II de España "el Hechizado" no puede ofrecer a su reino ni a la corte un heredero. Al objeto de poder conseguirlo, deciden casarlo y le convencen de que copular es el deber de un rey. Ya que el monarca parece no poder cumplir con su cometido, la corte entera intenta hacer todo lo posible para que el rey deje embarazada a la reina.

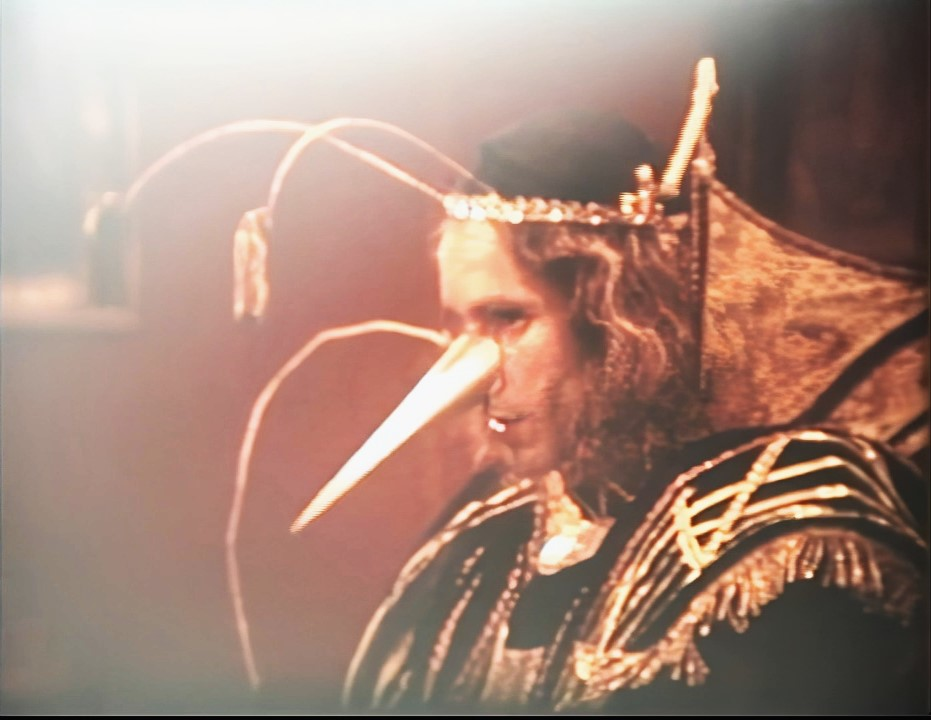
Mario Pardo caracterizado como Carlos II. Fotograma del "Making of" realizado en Super 8.

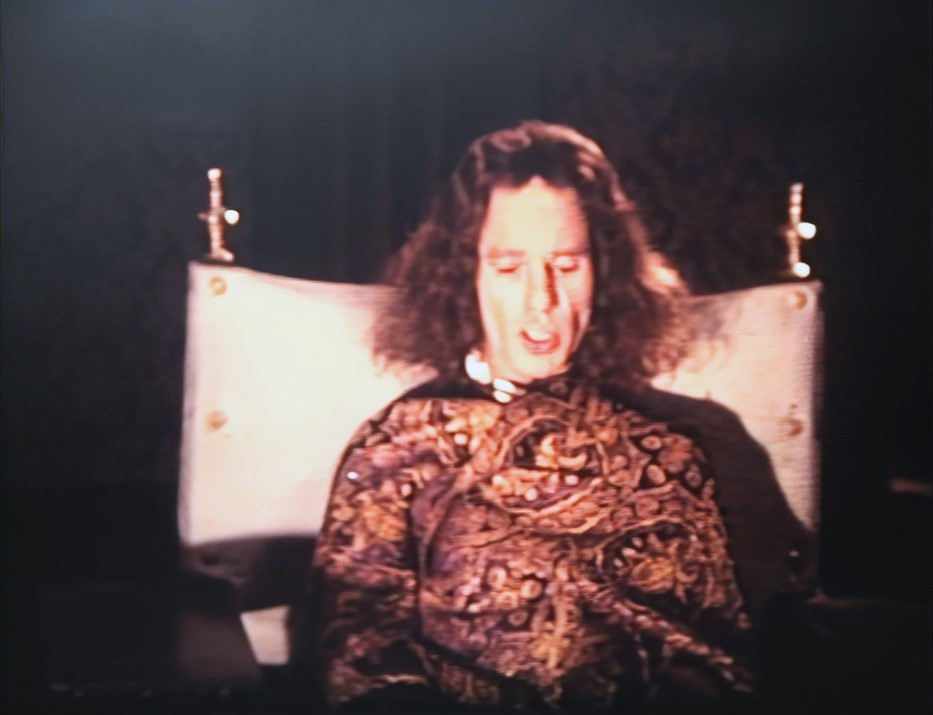
Mario Pardo caracterizado como Carlos II. Fotograma del "Making of" realizado en Super 8.

## Reparto
- Mario Pardo como El Rey Carlos II
- Berta Riaza como La Duquesa
- Mapi Sagaseta como La Reina
- Luis Ciges como Condestable
- Guillermo Montesinos como	Salomón
- Ofelia Angélica como Padre Inocenti
- Rafael Díaz como	Cardenal
- Eduardo MacGregor	como D. Cristóbal
- Joan Monleón como	Muley
- Laura Cepeda
- Remigio Sacristán
- Mayte Alarcos como Dña.Francisquita
- Rafael Donoso como Aposentador
- Jorgina Dos Santos como Gran dama
- Pedro Luis Lavilla como Montero Mayor
- Xus Estruch